# André Leroi-Gourhan
André Leroi-Gourhan (Paris, 25 de agosto de 1911 — Paris, 19 de fevereiro de 1986) foi um arqueólogo, paleontólogo, paleoantropólogo e antropólogo francês, interessado ainda em tecnologia e estética.
Ganhou a medalha CNRS em 1973.

## Obras principais
- L'Homme et la matière. Paris: Albin Michel, 1943.
- Milieu et techniques. Paris: Albin Michel, 1945.
- Le geste et la parole. Paris: Albin Michel, 1964-65.
- Translation: Gesture and Speech. Cambridge, Massachusetts & Londres: MIT Press, 1993.
- Les religions de la Préhistoire. Paris: PUF, 1964.
- Préhistoire de l'art occidental. Paris: Mazenod, 1965.